# 马克诺伊基兴
马克诺伊基兴（德語：Markneukirchen，發音：[ˌmaʁk.nɔʏˈkɪʁçn̩] ⓘ）是德国萨克森州福格特兰县的城市，面积69.06平方千米，2023年12月31日人口为7,132人。